# Eberhard III de Wurtemberg
Pour les articles homonymes, voir Eberhard de Wurtemberg (homonymie).
Pour les autres membres de la famille, voir Maison de Wurtemberg.
Eberhard III du Wurtemberg, né en 1364, décédé le 16 mai 1417.
Il était fils d'Ulrich du Wurtemberg et d'Élisabeth de Bavière (1329-1402). Au décès de son grand-père Eberhard II de Wurtemberg, comte de Wurtemberg, (1392) il règne sur le Wurtemberg jusqu'à sa mort survenue en 1417.
Eberhard III du Wurtemberg épousa en 1380 Antonia (1360-1405) (fille du co-seigneur de Milan, Barnabé Visconti).
Trois enfants sont nés de cette union :
- Eberhard IV de Wurtemberg (1388-1419), comte de Wurtemberg
- Ulrich du Wurtemberg
- Louis du Wurtemberg

Veuf en 1405, Eberhard III épousa Élisabeth de Hohenzollern (morte en 1429) (fille du burgrave de Bayreuth Jean III).
Un enfant est né de cette union :
- Élisabeth du Wurtemberg qui épousa en 1428 le comte von Verdenberg.

Eberhard III est l'ascendant agnatique (direct de mâle en mâle) de Charles de Wurtemberg, chef de la maison de Wurtemberg de 1975 à sa mort en 2022, et, évidemment de son petit-fils et successeur Wilhelm de Wurtemberg, né en 1994.
- Notices d'autorité :   - VIAF
  - ISNI
  - BnF (données)
  - LCCN
  - GND
  - Tchéquie
  - WorldCat